# Zeuctoboarmia amieti
Zeuctoboarmia amieti là một loài bướm đêm trong họ Geometridae.